# 德普路
德普路（英語：Depot Road）是新加坡红山規劃區的分區。地理上該區位於亞逸拉惹高速公路以南，亞歷山大路以東，德普路以北，亨德申路以西。
同時，德普路是該地區雙向道路的名稱。該分區由此得名。